# Copa do Brasil de Futebol Feminino 2008
Der Wettbewerb um die Copa do Brasil de Futebol Feminino 2008 war die zweite Austragung des nationalen Verbandspokals im Frauenfußball der Confederação Brasileira de Futebol (CBF) in Brasilien. Pokalsieger wurde der Santos FC aus Santos im Bundesstaat São Paulo.
Der Pokalsieg war mit der Qualifikation zur Copa Libertadores Femenina 2009 verbunden.

## Modus
Der Wettbewerb wurde in einem Rundenturnier ausgetragen, den die teilnehmenden zweiunddreißig Vereine im K.-o.-System bestreiten mussten. Jede Runde wurde ein Hin- und Rückspiel gespielt, in denen die Auswärtstorregelung galt. Hatte aber eine Gastmannschaft das Hinspiel mit einer Differenz von mindestens drei Toren gewonnen, ist das Rückspiel zu ihren Gunsten entfallen. Dies galt nur für die erste Runde.

## Teilnehmende Vereine
| Bundesstaat         | Verein                   | Qualifikation          |
| ------------------- | ------------------------ | ---------------------- |
| Acre                | Assemurb FC              |                        |
| Alagoas             | CESMAC                   |                        |
| Amapa               | Rio Norte FC             |                        |
| Amazonas            | AA Nílton Lins           |                        |
| Bahia               | AD Lusaca                |                        |
| Ceará               | Caucaia EC               |                        |
| Distrito Federal    | CRESSPOM                 |                        |
| Espírito Santo      | AD Ferroviária           |                        |
| Goiás               | Aliança FC               |                        |
| Maranhão            | EC Boa Vontade           |                        |
| Mato Grosso         | Tangará EC               | Staatsmeister 2008     |
| Mato Grosso do Sul  | AA Moreninhas            |                        |
| Minas Gerais        | AER Iguaçu               | Staatsmeister 2008     |
| Minas Gerais        | Atlético Mineiro         | Vizestaatsmeister 2008 |
| Pará                | Sacramenta ECB           |                        |
| Paraíba             | AA Portuguesa            |                        |
| Paraná              | Novo Mundo FC            |                        |
| Pernambuco          | Sport Recife             | Staatsmeister 2007     |
| Piauí               | SE Tiradentes            |                        |
| Rio de Janeiro      | Campo Grande AC          | Staatsmeister 2008     |
| Rio de Janeiro      | Volta Redonda FC         | Vizestaatsmeister 2008 |
| Rio Grande do Norte | SC Parnamirim            |                        |
| Rio Grande do Sul   | EC Juventude             |                        |
| Rio Grande do Sul   | EC Pelotas               |                        |
| Rondônia            | SC Genus                 |                        |
| Roraima             | São Raimundo             |                        |
| Santa Catarina      | AE Kindermann            |                        |
| São Paulo           | Santos FC                | Staatsmeister 2007     |
| São Paulo           | Saad EC                  |                        |
| São Paulo           | SC Corinthians           |                        |
| Sergipe             | Sociedade Boca Júnior FC |                        |
| Tocantins           | Atenas EC                |                        |

## Erste Runde
Spielaustragungen zwischen dem 1. November und 6. November 2008.
|                          | Gesamt          |                 | Hinspiel | Rückspiel |
| ------------------------ | --------------- | --------------- | -------- | --------- |
| São Raimundo             | 0:4             | AA Nílton Lins  | 0:4      | ---       |
| Assemurb FC              | 6:3             | SC Genus        | 4:1      | 2:2       |
| Rio Norte FC             | 1:9             | Sacramenta ECB  | 0:1      | 1:8       |
| Atenas EC                | 2:7             | EC Boa Vontade  | 1:2      | 1:5       |
| CESMAC                   | 2:2 (4:3 i. E.) | AD Lusaca       | 2:0      | 0:2       |
| Sociedade Boca Júnior FC | 1:5             | SC Parnamirim   | 1:2      | 0:3       |
| AA Portuguesa            | 0:4             | Sport Recife    | 0:4      | ---       |
| SE Tiradentes            | 6:4             | Caucaia EC      | 6:4      | 0:0       |
| CRESSPOM                 | 3:5             | Aliança FC      | 0:2      | 3:3       |
| Tangará EC               | 1:5             | AA Moreninhas   | 1:5      | ---       |
| Novo Mundo FC            | 3:1             | EC Juventude    | 3:1      | 0:0       |
| AE Kindermann            | 8:0             | EC Pelotas      | 5:0      | 3:0       |
| AER Iguaçu               | 1:5             | SC Corinthians  | 1:5      | ---       |
| Volta Redonda FC         | 0:3             | Saad EC         | 0:3      | ---       |
| Atlético Mineiro         | 6:2             | Campo Grande AC | 2:2      | 4:0       |
| AD Ferroviária           | 0:5             | Santos FC       | 0:5      | ---       |

## Zweite Runde
Spielaustragungen zwischen dem 11. und 15. November 2008.
|                  | Gesamt |                 | Hinspiel | Rückspiel |
| ---------------- | ------ | --------------- | -------- | --------- |
| SC Genus         | 1:5    | AA Nílton Lins  | 1:1      | 0:4       |
| EC Boa Vontade   | 3:2    | Sacramenta ECB  | 2:1      | 1:1       |
| CESMAC           | 2:3    | SC Parnamirim   | 1:1      | 1:2       |
| SE Tiradentes    | 3:9    | Sport Recife    | 1:5      | 2:4       |
| AA Moreninhas    | 4:5    | Aliança FC      | 3:2      | 1:3       |
| AE Kindermann    | 6:3    | Novo Mundo FC   | 3:0      | 3:3       |
| Saad EC1         | 1:2    | SC Corinthians1 | 1:0      | 0:2       |
| Atlético Mineiro | 1:6    | Santos FC       | 0:3      | 1:3       |

1 SC Corinthians ist wegen des Einsatzes von nichtgemeldeten Spielerinnen disqualifiziert wurden.

## Viertelfinale
Spielaustragungen zwischen dem 18. und 22. November 2008.
|                 | Gesamt |                 | Hinspiel | Rückspiel |
| --------------- | ------ | --------------- | -------- | --------- |
| AA Nílton Lins1 | 6:3    | EC Boa Vontade1 | 2:1      | 0:0       |
| SC Parnamirim   | 1:4    | Sport Recife    | 1:1      | 0:3       |
| AE Kindermann   | 6:3    | Aliança FC      | 6:0      | 3:0       |
| Santos FC       | 5:2    | Saad EC         | 3:1      | 2:1       |

1 AA Nílton Lins ist wegen des Einsatzes von nichtgemeldeten Spielerinnen disqualifiziert wurden.

## Halbfinale
Spielaustragungen zwischen dem 6. und 10. Dezember 2008.
|                | Gesamt |              | Hinspiel | Rückspiel |
| -------------- | ------ | ------------ | -------- | --------- |
| EC Boa Vontade | 1:7    | Sport Recife | 0:4      | 1:3       |
| AE Kindermann  | 0:6    | Santos FC    | 0:3      | 0:3       |

## Finale

### Hinspiel
| Sport Recife                                         | Sport Recife | Santos FC | Santos FC |
| ---------------------------------------------------- | --- | --- | --------- |
| Sport Recife                                         | \| 14. Dezember 2008 in Recife (Estádio Ilha do Retiro) \| \| Ergebnis: 1:3 (0:1) \| \| Schiedsrichter: Cláudio Francisco Lima e Silva \| | \| 14. Dezember 2008 in Recife (Estádio Ilha do Retiro) \| \| Ergebnis: 1:3 (0:1) \| \| Schiedsrichter: Cláudio Francisco Lima e Silva \| | Santos FC |
| Sport Recife                                         | 1:2 Fabi (68.) | 0:1 Suzana (3.) 0:2 Ketlen Wiggers (57.) 1:3 Suzana (90.)                                                                                 | Santos FC |
| 14. Dezember 2008 in Recife (Estádio Ilha do Retiro) | | |           |
| Ergebnis: 1:3 (0:1)                                  | | |           |
| Schiedsrichter: Cláudio Francisco Lima e Silva       | | |           |

### Rückspiel
| Santos FC                                          | Santos FC | Sport Recife | Sport Recife |
| -------------------------------------------------- | --- | --- | ------------ |
| Santos FC                                          | \| 17. Dezember 2008 in Santos (Estádio Ulrico Mursa) \| \| Ergebnis: 3:0 (2:0) \| \| Schiedsrichter: Janaína Geralda Costa \| | \| 17. Dezember 2008 in Santos (Estádio Ulrico Mursa) \| \| Ergebnis: 3:0 (2:0) \| \| Schiedsrichter: Janaína Geralda Costa \| | Sport Recife |
| Santos FC                                          | 1:0 Pikena (13.) 2:0 Francielle (32.) 3:0 Ketlen Wiggers (88.)                                                                 | | Sport Recife |
| 17. Dezember 2008 in Santos (Estádio Ulrico Mursa) | | |              |
| Ergebnis: 3:0 (2:0)                                | | |              |
| Schiedsrichter: Janaína Geralda Costa              | | |              |

## Beste Torschützin
| Rang | Spieler         | Klub          | Tore |
| ---- | --------------- | ------------- | ---- |
| 1.   | Luciléia Renner | SE Kindermann | 8    |

## Weblink
- www.rsssfbrasil.com – Saisonstatistik Copa do Brasil Feminino 2008. (englisch)